# Dych-Tau
Il monte Dych-Tau o Dychtau (in russo Дыхта́у? o Дых-тау) è una vetta di 5205 metri nella catena del Caucaso.
Appartiene politicamente alla repubblica di Cabardino-Balcaria, nella Federazione Russa, a circa 55 chilometri dal confine con la Georgia. Rappresenta la seconda vetta più elevata del Caucaso, dopo il monte El'brus, e la più alta montagna della catena che non abbia origine vulcanica.

## Alpinismo
L'avvicinamento alla montagna è normalmente effettuato da nord. Il villaggio di Bezingi, base per la salita alla vetta, è collegato alla città di Nal'čik da linee di autobus, che però non sono effettuate con regolarità. Dal villaggio di Bezingi si raggiunge il campo base, situato a 2180 metri sul livello del mare, dal quale occorrono altri 2 giorni di cammino per giungere alla base vera e propria della montagna.
Fu il celebre alpinista inglese Albert Frederick Mummery, assieme alla guida svizzera Zarfluh, a raggiungere la vetta per primo, nell'estate del 1888. Essi salirono lungo lo spigolo sud-ovest della montagna, tuttavia tale itinerario non è più considerato la via normale per raggiungere la cima. La via normale moderna, infatti, sale lungo la parete nord e richiede circa due giorni.